# 滨海卡内特
滨海卡内特，是西班牙加泰罗尼亚巴塞罗那省的一个市镇。总面积6平方公里，总人口10778人（2001年），人口密度1796人/平方公里。

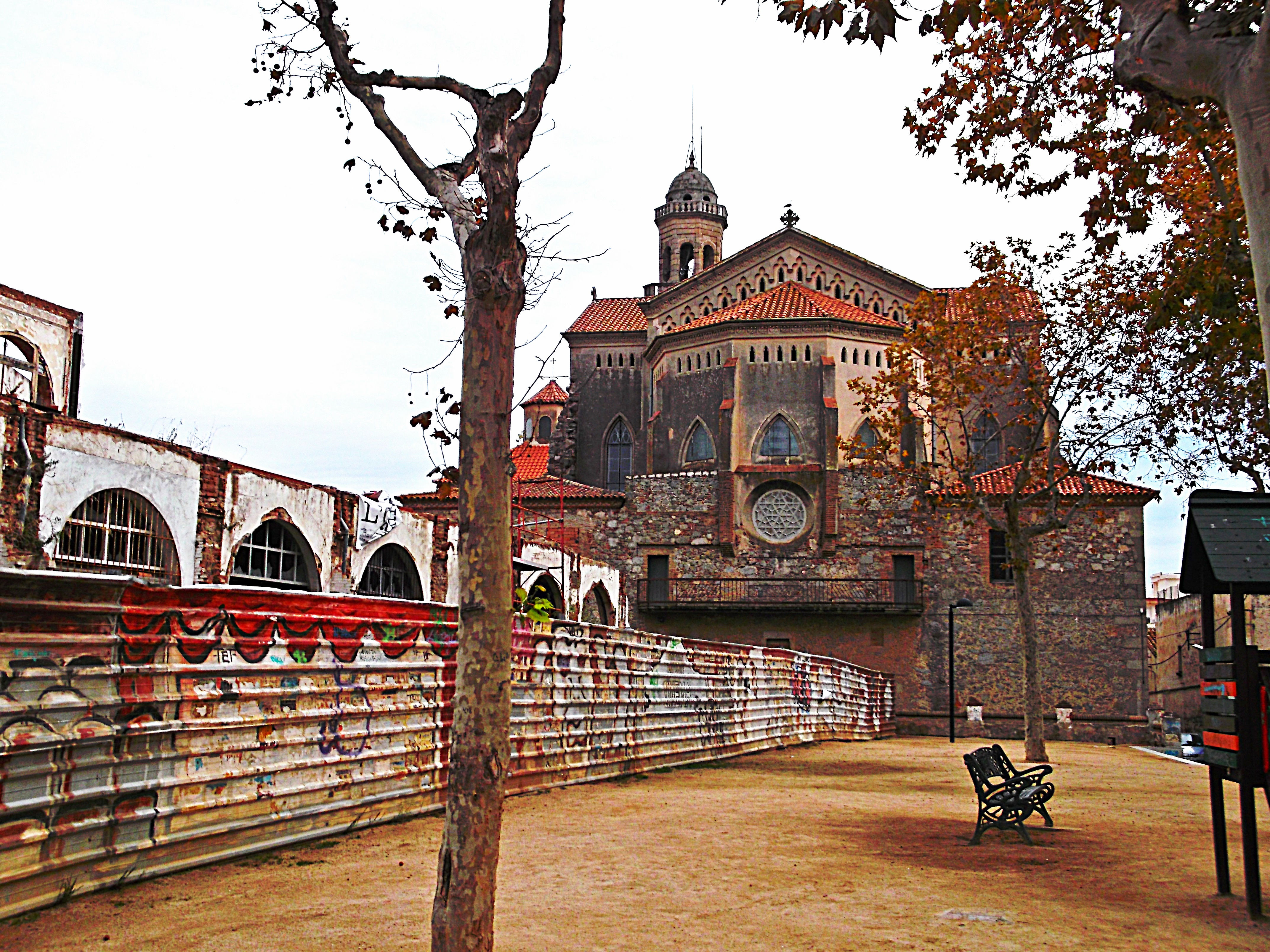
La Iglesia y el Odèon.

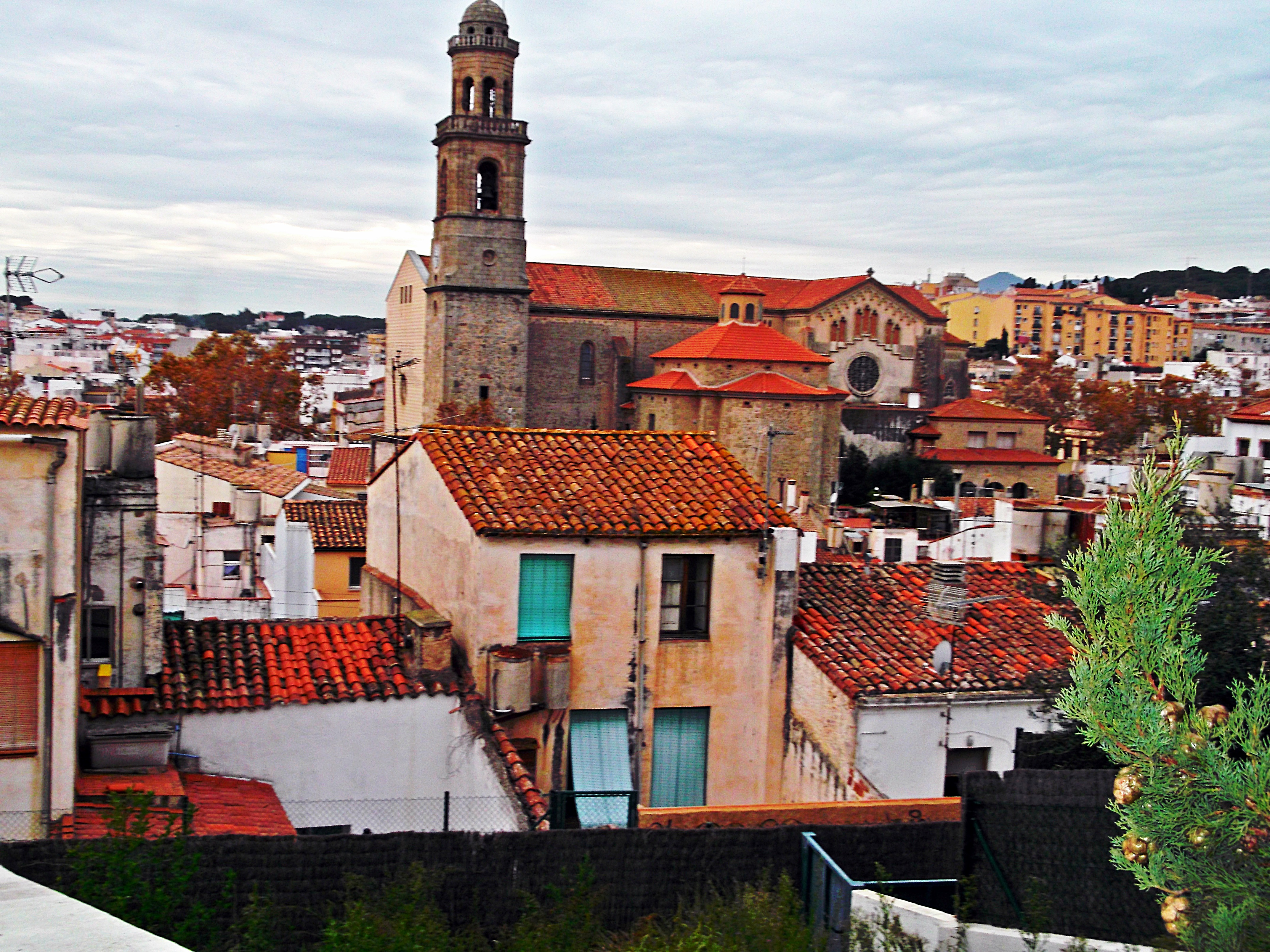
La Iglesia de perfil.

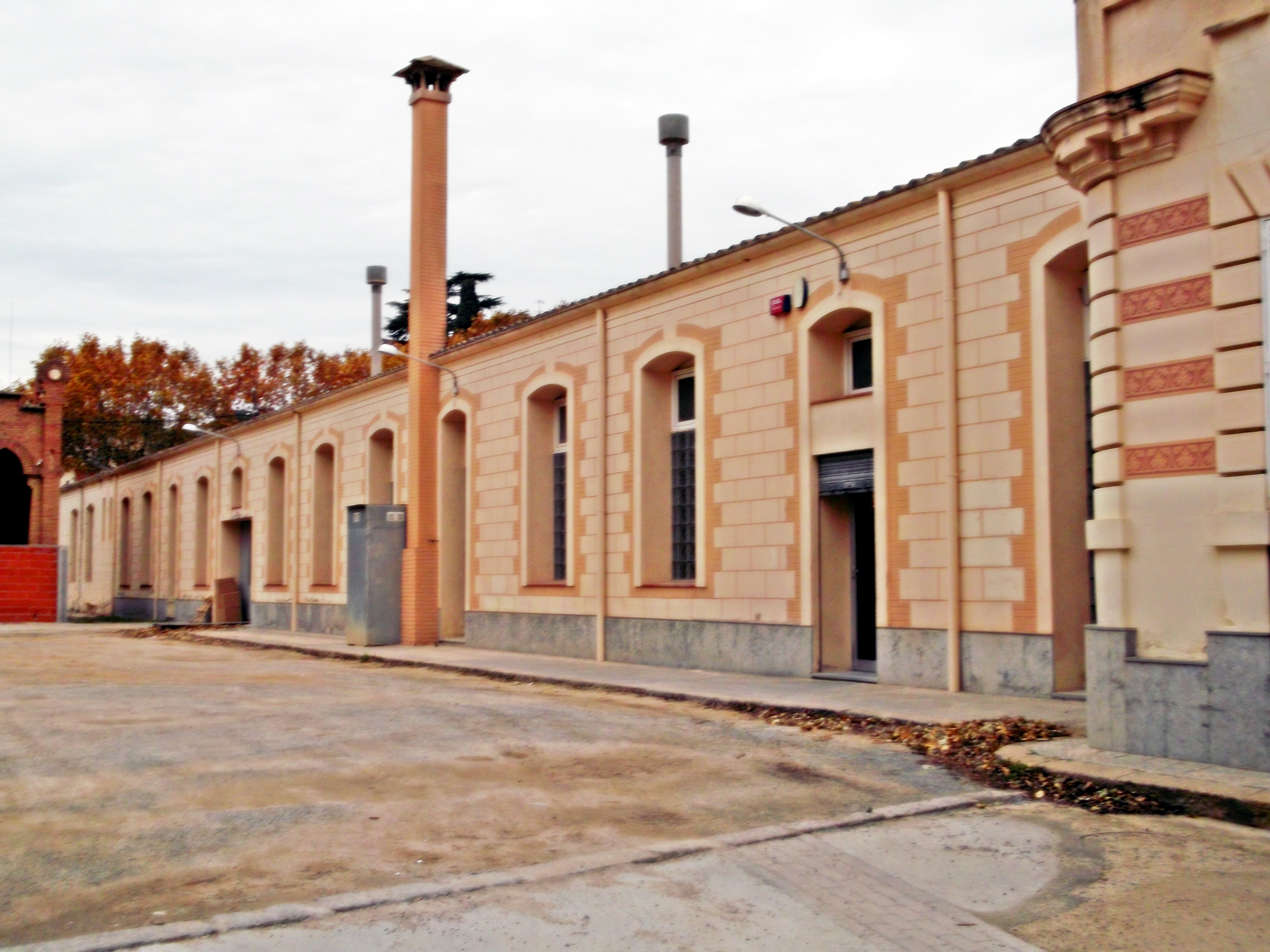
Fàbric Carbonell i Reverter

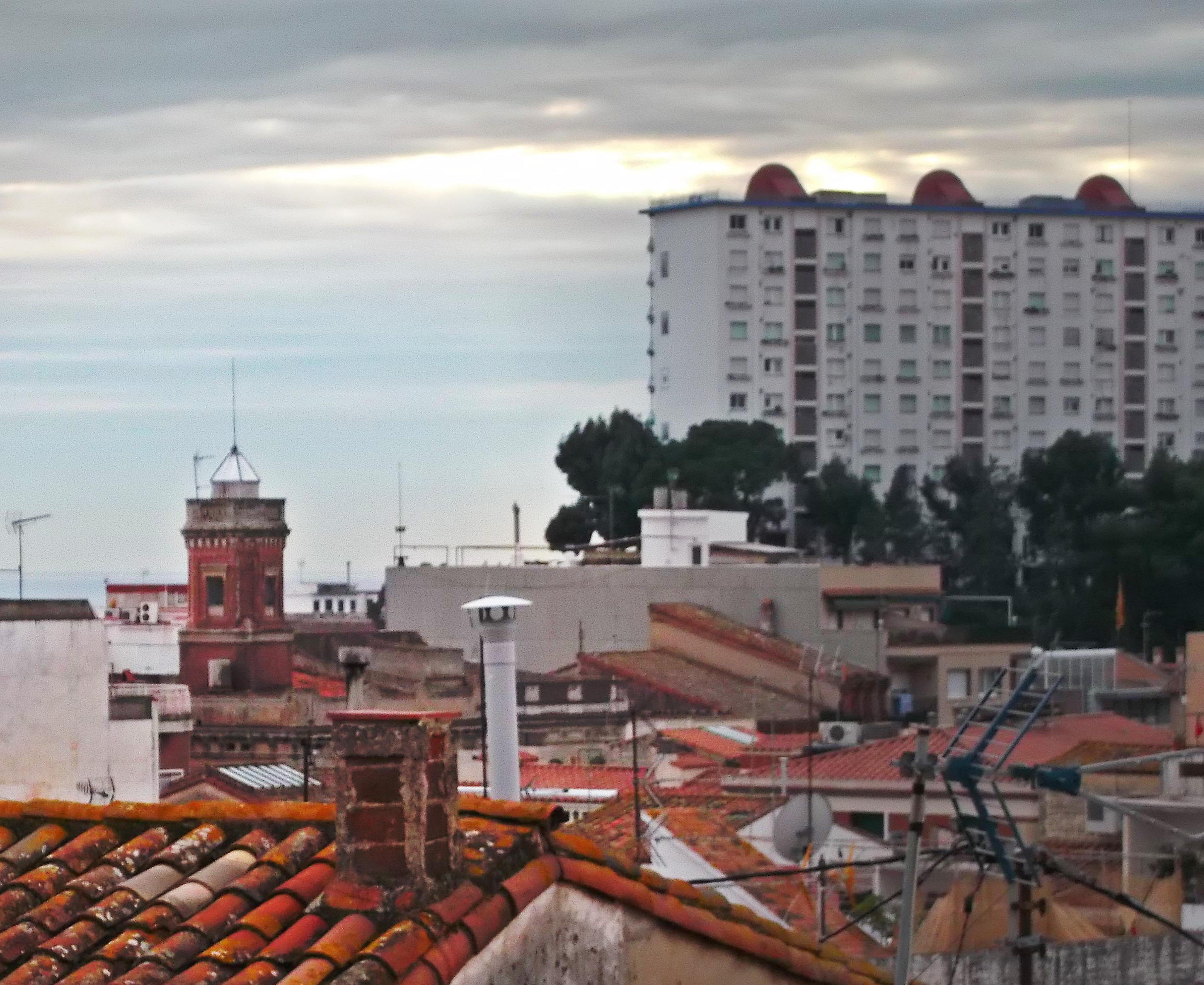
Aires Modernistes